# Mont Sarugabamba
Le mont Sarugabamba (猿ヶ馬場山, Sarugabamba-yama) est une montagne du Japon située dans la préfecture de Gifu.

## Toponymie
Le nom Sarugabamba peut être traduit par l'expression littérale « manège pour singes » dans laquelle le mot manège désigne un terrain d'équitation.
Selon une opinion répandue localement, le sommet de la montagne constituerait un habitat adapté pour des singes, d'où son nom. Cependant, une légende locale affirme qu'une population de singes aurait vécu autrefois dans la région. Il est aussi probable que la montagne ait été nommée selon les signes de l'astrologie japonaise, douze animaux dont le singe. De plus, il existe, dans la préfecture de Gifu, deux autres montagnes portant un nom faisant référence aux signes zodiacaux japonais : le mont Ōnezumi (大鼠山, la montagne du rat), dans le nord-est de la ville de Hida, et le mont Ibuse (猪臥山, la montagne du sanglier assoupi) situé à cheval sur les deux villes de Takayama et Hida, au sud de Hida.

## Géographie
Le mont Sarugabamba, intégré dans le parc naturel préfectoral de Gifu créé en avril 1998, est le point culminant des Hautes Terres de Hida avec 1 875 mètres d'altitude.
Il est situé dans l'est du village de Shirakawa, entre les monts Kaerikumo au sud-ouest, et Mominuka au nord-est, le lac artificiel du barrage de Shimokotori à l'est, et le lac Hatogaya, traversé par le fleuve Shō, à l'ouest.